# 赫西俄德月溪

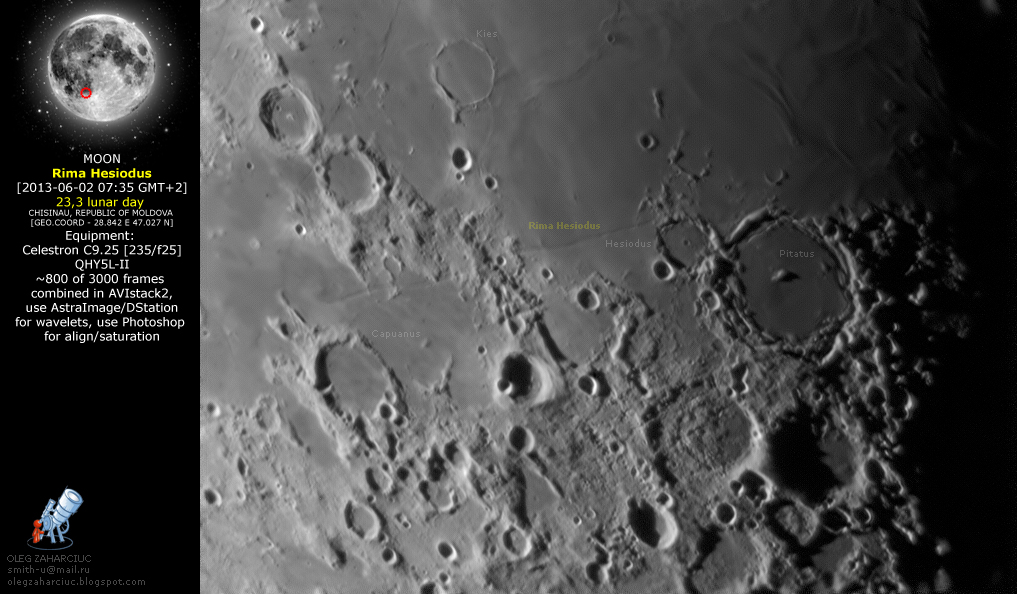
赫西俄德月溪

赫西俄德月溪（Rima Hesiodus）是位于月球正面西南部一道几乎笔直的凹槽或沟壑，其名称是1964年由国际天文联合会取自附近的赫西俄德陨石坑。
该月溪中心月面坐标为30°S 20°W / 30°S 20°W，总长约256公里、部分地区宽达3公里。它起源于赫西俄德陨石坑西北崎岖的山区，呈东北-西南走向，从卡普纳斯环形山与墨卡托环形山之间流经云海南部，直达疫沼，其中段穿越了墨卡托断崖(Rupes Mercator)。